# Branislav Pindroch
Branislav Pindroch (Banská Bystrica, 30 ottobre 1991) è un calciatore slovacco, portiere del Górnik Łęczna.

## Carriera
Ha giocato nelle massime serie di Slovacchia e Repubblica Ceca.
Il 22 luglio 2020 è stato acquistato dal Raków Częstochowa, militante in Ekstraklasa, massima divisione del calcio polacco.

## Palmarès

### Club

#### Competizioni nazionali
- Coppa di Polonia: 1

Raków Częstochowa: 2020-2021